# 1918年斯洛文尼亚人、克罗地亚人和塞尔维亚人国占领梅吉穆列

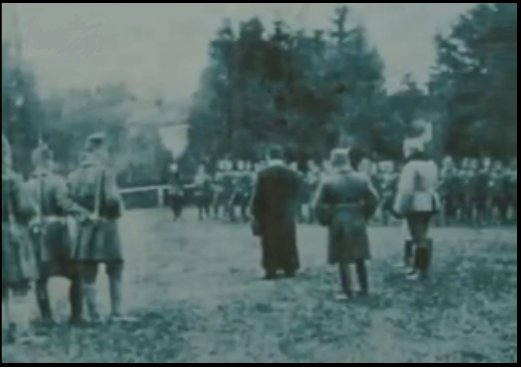
1918年的匈牙利駐軍投降

1918年斯洛文尼亚人、克罗地亚人和塞尔维亚人国占领梅吉穆列是指1918年11月和12月期間，斯洛文尼亚人、克罗地亚人和塞尔维亚人国攻佔匈牙利王国梅吉穆列的過程。在此期間匈牙利軍隊的抵抗並不積極。克羅埃西亞人是梅吉穆列地區的主要民族。